# Leif Bergson
Leif Bergson (* 15. Dezember 1927 in Köping; † 6. November 1999 in Uppsala) war ein schwedischer Klassischer Philologe.
Nach dem Lizenziat (1952) und der Promotion (1956) in Klassischer Philologie arbeitete Bergson als Universitätsdozent an der Universität Uppsala und seit 1957 an der Universität Stockholm. Von 1967 bis 1968 war er Gastprofessor an der University of Kentucky in den USA. 1972 wurde er in Uppsala zum stellvertretenden Professor ernannt. 1973 wechselte er an die Universität Trier in Deutschland auf den neu eingerichteten Lehrstuhl für Griechische Philologie, den er bis zu seiner Emeritierung (1993) innehatte.